# Нідерландська література
Нідерландська література — художня література, написана нідерландською мовою, яка створювалася і створюється не тільки в Нідерландах, а й у Бельгії, французькій частині Фландрії, Суринамі, Південній Африці (до розвитку африкаанс як особливої мови), на Антильських островах та в Індонезії.

## Середньовіччя

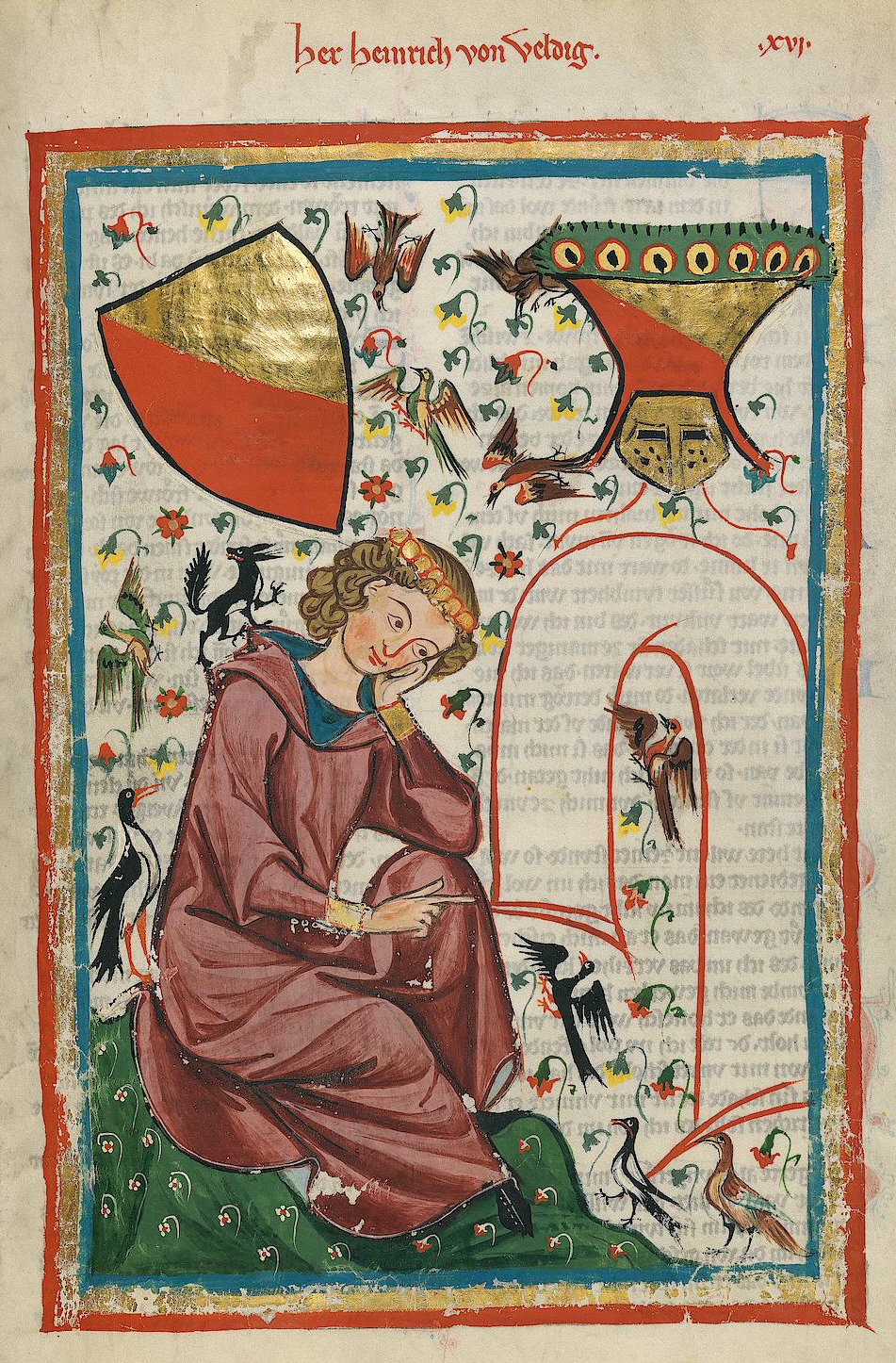
Генрік ван Вельдеке

Єдиної літературної мови до XVII століття в Нідерландах не існувало, а в Середньовіччі межу між нідерландськими та нижньонімецькі діалектами часто провести складно. Так, переклади псалмів — «Вахтендонкскі псалми» — IX століття і творчість мінезингерів Генріха фон Фельдеке (XII століття) вважають загальною спадщиною нідерландської (тодішня назва duits, звідки англійська назва Dutch) і німецької (deutsch) літератури.
У Середньовіччі література створювалася переважно на південних діалектах — лімбурзький, фламандський, брабантський діалекти. Був популярним лицарський епос, фабліо (нідерландська версія Романа про Лиса «Vanden vos Reynaerde», близько 1250 р.). Одним з найбільших поетів був Якоб ван Марлант (бл. 1235–1300), автор морально-сатиричних творів «Квітки природи» і «Дзеркала історії».
Фламандського містика Яна ван Рюйсбрука вважають засновником нідерландської прози. До XV століття належить діяльність гільдії «риторів», які створювали мораліте, де діяли алегоричні персонажі. Велику популярність в Європі здобуло (переклади і переробки) мораліте «Elckerlijc» («Звичайна людина»). Поетеса-черниця Ганна Бейнс писала інвективи проти лютеран і описувала власний містичний досвід.

## Відродження і Золота Доба

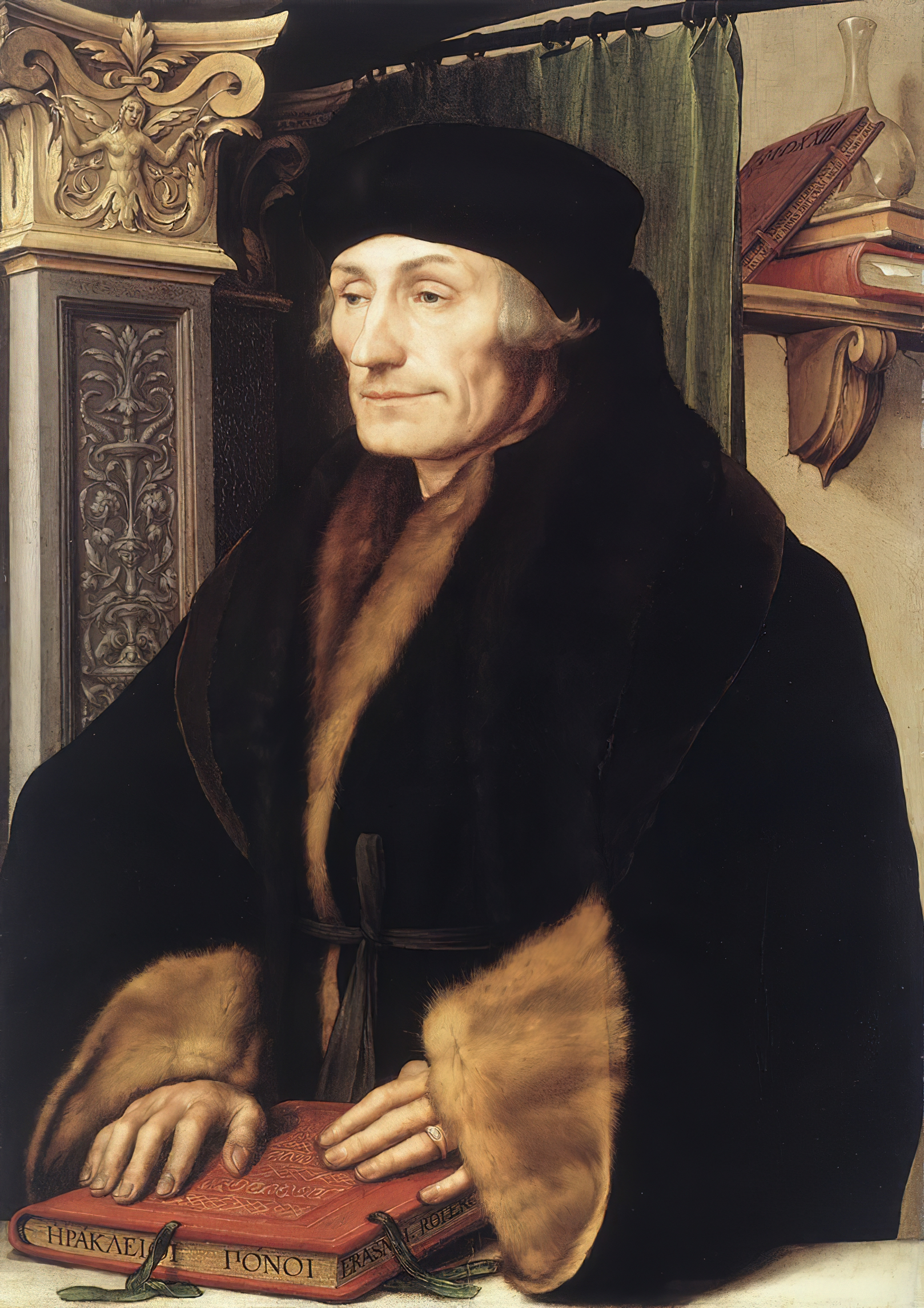
Еразм Роттердамський

В епоху Відродження література в Нідерландах розвивалася насамперед латинською мовою; найбільшим прозаїком був Еразм Роттердамський, автор знаменитої «Похвали глупоти», поетом — Йоганн Секунд, автор «Поцілунків».
XVI століття, ознаменоване реформацією і революцією в Нідерландах, залишило і важливі поетичні пам'ятки великих подій нідерландською мовою — протестантські гімни та пісні гезів. Саме тоді було складено і нинішній нідерландський гімн Wilhelmus, що оспівує Вільгельма I Оранського. Його приписують Філіпові ван Марніксу (1538–1598), одному з головних інтелектуалів Нідерландської революції і другу Вільгельма, що почав перший повний переклад Біблії нідерландською мовою, завершений вже після його смерті, в XVII ст. «Переклад Провінцій» (Statenvertaling) ґрунтувався на декількох діалектах і заклав основи літературної нідерландської мови, подібно ролі Біблії Лютера у формуванні загальнонімецької мови.
Гуманіст Дірк Корнхерт (1522–1590) створив філософський трактат «Мистецтво етики» (1586). Важливим письменником-гуманістом був Я. ван дер Нот.
Події війни за незалежність Нідерландів (1581–1648) призвели до політичного розмежування північних (нині власне Нідерланди) і південних провінцій (нині у складі Бельгії). Північ завоював незалежність (Республіка Сполучених Провінцій), в той час як Південь залишився під владою іспанців. Основні події історії літератури в цей час переносяться на Північ, у незалежні Нідерланди (туди емігрують багато інтелектуали з Півдня), змінюється і діалектна забарвлення літературної мови. У південних провінціях велику роль починає відігравати французька мова.

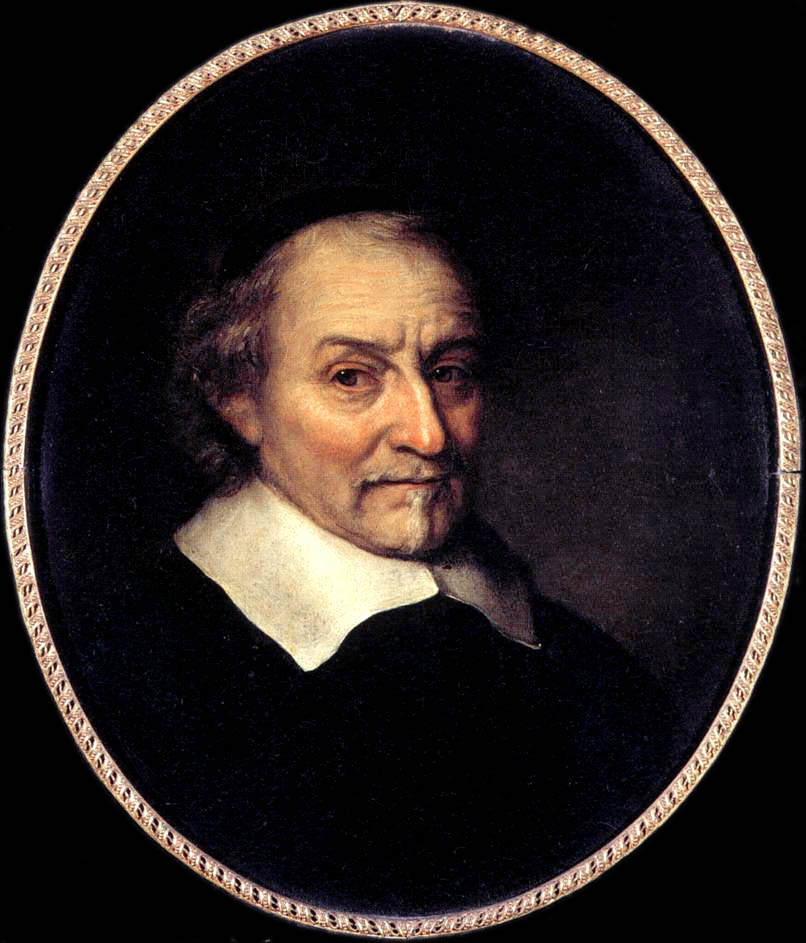
Йост ван ден Вондел

У період «Золотого віку Нідерландів» (XVII століття) в Амстердамі формується «Мейденский гурток», названий так за місцем, де жив його найвидатніший діяч Пітер Гофт. Гофт написав прозаїчну «Історію Нідерландів», наслідуючи Тацита й прагнучи до максимально економного стилю; інші діячі гуртка — дочка мецената Румера Фіссера поетеса Марія Тесселсхаде Фіссер і комедіограф Гербранда Бредеро. В орбіті гуртка був дотепний афористичний поет Костянтин Хейгенс (1596–1687), батько фізика Кр. Гюйгенса.
Найбільшим нідерландським поетом і драматургом XVII ст. був Йост ван ден Вондел (1587–1679), автор трагедій на біблійні та історичні теми. Його біблійна трагедія «Люцифер» вплинула на Мільтона, його історичні п'єси сприяли подальшому формуванню національної самосвідомості й високо поціновуються й сьогодні.
У Мідделбурзі, в Зеландії, виникла інша школа, яку очолив Якоб Катс (1577–1660), автор дидактичних поем «Борг дівчат» і «Образи Алегорії і Любові», які вважають втіленням типово голландського духу.
З 1637 року під французьким впливом в Нідерландах розвивається роман. Йоганн ван Гемскерк під впливом преціозної літератури, написав роман «Батавська Аркадія», що викликав багато наслідувань. Ніколас Гейнзіус створив крутійський роман «Мірандор» (1675).

## XVIII століття
Після смерті великих класиків у 1660-1680-ті роки наступає швидкий занепад нідерландської літератури. Наступне століття (приблизно до французької окупації в 1790-ті роки) переважно копіює досягнення Золотого Віку та французькі зразки. У цей період нідерландська література на сучасній території Бельгії зникає майже повністю, за єдиним великим винятком комедіографа і поета Міхіл де Свана (1654–1707), який писав у Дюнкерку, що був перейшов від іспанців до Франції. Примітні письменники XVIII століття — Юстус ван Еффен з Утрехта, який писав більшу частину життя по-французьки, але в останні роки видавав під англійським впливом журнал «Нідерландський глядач» рідною мовою, і особливо письменниці-співавтори Бетьє Вольф (1731–1804) і Аг'єя Декен (1738–1804), написали кілька романів у листах.

## XIX століття

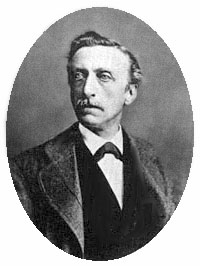
Мультатулі

Сентименталіст Рейнвіс Фейт та письменники «пробудження» (Het Réveil, характерний французький термін) рубежу століть, у творчості яких позначився романтизм та події наполеонівських воєн — Віллем Білдердейк і Гендрік Толленс — не мали великих продовжувачів; в XIX столітті панувала кальвіністська школа, що проповідувала аскетичні чесноти. У цей період оживає фламандська література; ідеолог фламандського руху та автор «Тіля Уленшпігеля» Шарль де Костер писав по-французьки, але його наступники, з яких найвидатнішим був поет Гвідо Гезелла, використовували фламандський мову, іноді в надмірно архаїчній формі. Почала розвиватися нідерландська література і в колоніях; саме там (Ост-Індія, сучасна Індонезія) з'явився один з найбільших нідерландських талантів всіх часів — Едуард Даувес Деккер (псевдонім Мультатулі), автор знаменитого роману «Макс Гавелаар» (1860). 1880-ті роки ознаменовані в Нідерландах рухом ліриків-«вісімдесятників» (нід. tachtigers), які заперечували естетичні канони і захищали «щирий» стиль, їхнім лідером був Віллем Клос. У ті ж роки на сцену виходить Луїс Куперус, що починав як «вісімдесятник», але незабаром перейшов на прозу в дусі Вайльда.

## XX століття
Після Першої світової війни в Нідерландах і Бельгії склався розподіл суспільства на групи за релігійною та ідеологічним принципом (т. зв. «стовпи»). У кожної групи — протестантів (тільки в Нідерландах), католиків, прихильників соціал-демократії і лібералів — були свої газети, школи, радіо (і пізніше телевізійні) канали. Це явище вплинуло і на розвиток літературних течій, оскільки письменники об'єднувалися під егідою літературних журналів свого «стовпа».

### Нідерландська література після Другої світової війни
У п'ятдесяті роки в нідерландськомовних країнах з'явилося літературний рух так званих «експерименталістів» або «п'ятидесятників» (нід. vijftigers або нід. Beweging van Vijftig — Рух п'ятдесятих), які оголосили розрив з минулим, з літературною традицією і насамперед проти поетів і письменників попереднього десятиліття, таких як Бертус Аафьес. Серед них — такі письменники, як Люсеберт, Ганс Андреус, Ремко Камперт, Герріт Каувенар і Ян Елбург.
Пізніше, в сімдесяті роки, письменники нового покоління своєю чергою піддавали критиці формалізм експерименталіста і закликали писати мовою, зрозумілою широшому колу читачів.

### Покоління Нікс
Література 90-х років характеризується появою так званого літературного «покоління Нікс». Покоління Нікс (нід. Generatie Nix, приблизний переклад: «втрачене покоління») — група нідерладських письменників, що прийшли в літературу в 1990-х роках. Серед них найпомітнішими були Рональд Гіпгарт (Ronald Giphart), Роб ван Еркеленс (Rob van Erkelens), Йоріс Менс (Joris Moens), Герміне Ландфройгт (Hermine Landvreugd) та Дон Дойнс (Don Duyns). З поколінням Нікс пов'язують також деяких інших сучасних нідерландських письменників, таких як Арнон Грюнберг (Arnon Grunberg), Єррі Гооссенс (Jerry Goossens), Серж ван Дойнговен (Serge van Duynhoven), Йоост Цвагерман (Joost Zwagerman). Цих письменників об'єднує нігілістична тематика й часто жорсткий реалістичний спосіб відображення світу молодіжної культури з такими темами, як сексуальність, насильство, наркотики, соціальні проблеми.

## Дитяча література
- Йоке Ван Леувен

## Переклади українською
- Навіщо писати? : антологія нідерланд. прози / з нідерланд. пер. Ярослав Довгополий ; [ред. С. Вишенський]. - К. : Юніверс, 2005. - 418 с. - ISBN 966-7305-67-8

Зміст:
Слауергофф, Ян. Such is life in China / Я. Слауергофф
Ван Гет Рейве, Херард. Вечори : (фрагмент) / Х. Ван Гет Рейве
Муліш, Гаррі. Зігфрід : Зимове оповідання : (фрагмент) / Г. Муліш
Ноотебоом, Сейс. Лист / С. Ноотебоом
Ноотебоом, Сейс. Амстердам / С. Ноотебоом
Германс, Віллем Фредерік. Навіщо писати / В. Ф. Германс
Германс, Віллем Фредерік. Подорож до Магнітогорська / В. Ф. Германс
Фестдейк, Сімон. Переправа / С. Фестдейк
Фестдейк, Сімон. Пустельник і диявол / С. Фестдейк
Белькампо. Велика подія / Белькампо
Белькампо. Музей / Белькампо